# Bombardier Double-deck Coach

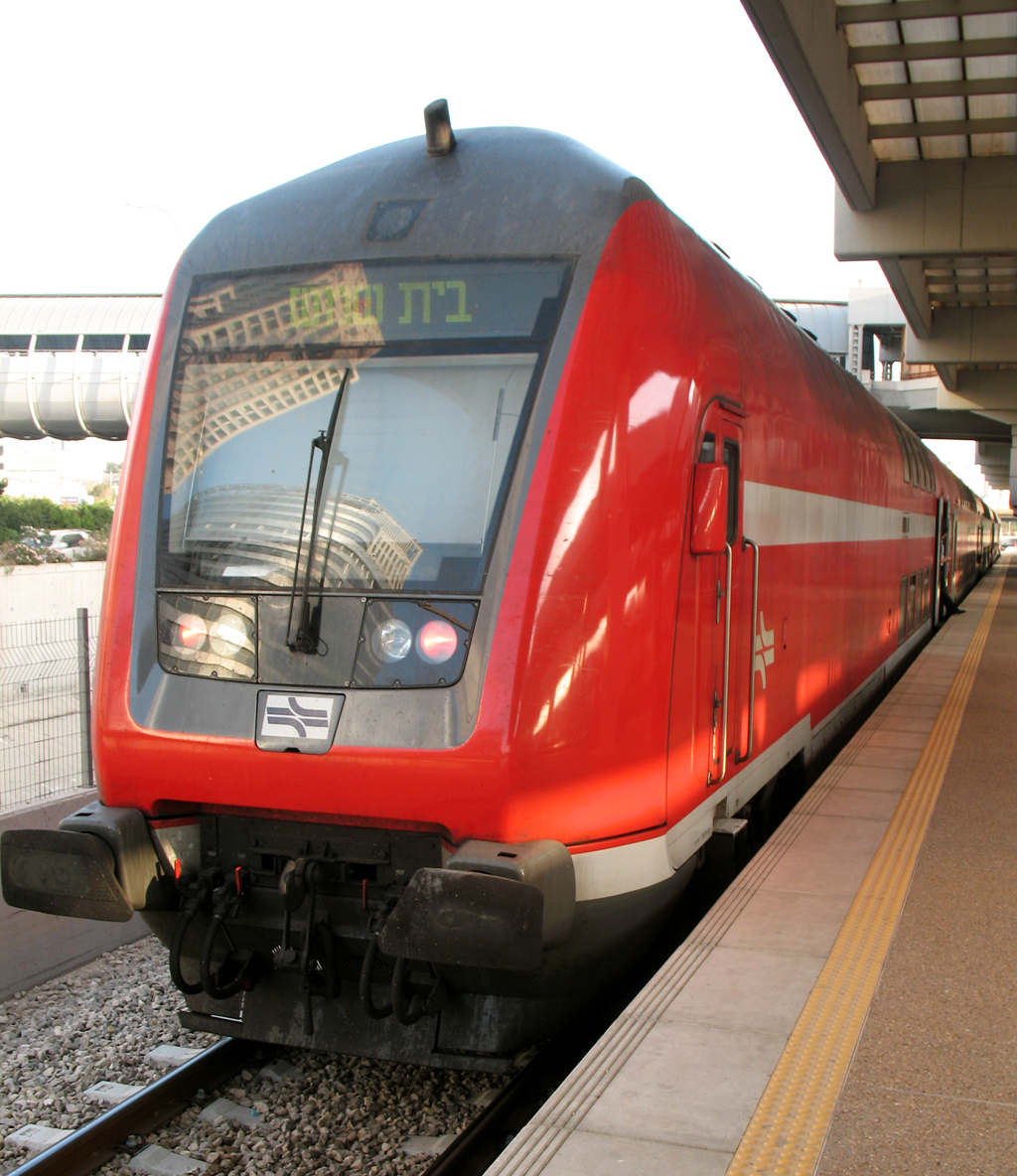
Double-deck coach, Израильские Железные дороги

Bombardier Double-deck Coach — модель двухэтажного пассажирского поезда, выпускаемого компанией Bombardier (чит.: Бомбардье́). Используется различными европейскими железнодорожными компаниями. Нынешняя версия имеет возможность разгоняться до скорости 160 км/ч. В зависимости от конфигурации каждый вагон может перевозить от 100 до 150 пассажиров.

- В 1992 году Железные Дороги Германии (DB) приобрели более 1000 вагонов данной модели.
- В 1999 году Железные Дороги Израиля приобрели более 146 вагонов этой модели.
- В 2001 году Железные Дороги Дании (DSB) приобрели 67 вагонов этой модели.

## История
История происхождения этих вагонов берёт своё начало с двухэтажных поездов, построенных фирмой WUMAG в Гёрлице для железной дороги Любек-Бюхен-Гамбург в 1935 году. Эти поезда были построены по системе тяни-толкай, с кабиной машиниста с одной стороны поезда и управляемого из этой кабины локомотив на другом конце поезда.
После Второй мировой войны эти поезда были усовершенствованы фирмой VEB Waggonbau Görlitz (ранее WUMAG) — в двухэтажные составы, состоящие из от двух до пяти вагонов. Эти составы использовались железной дорогой ГДР Deutsche Reichsbahn и некоторыми другими железными дорогами восточного блока в больших количествах. После 1990 года фирма VEB Waggonbau Görlitz стал частью фирмы Deutsche Waggonbau AG (DWA), которая в свою очередь была приобретена компанией Bombardier Transportation в 1998 году.

## Технические характеристики
| параметер                             | поезд в Германии | поезд в Израиле | поезд в Дании |
| ------------------------------------- | ---------------- | --------------- | ------------- |
| длина вагона управления               | 27.27            | 27.27           | 27.27         |
| длина обычного вагона                 | 26.80            | 26.80           | 26.80         |
| ширина вагона                         | 2.784            | 2.774           | 2.784         |
| максимальная скорость                 | 160              | 140             | 160           |
| к-во сидений в вагоне управления      | 91               | 79              | 70            |
| к-во стоячих мест в вагоне управления | 140              | -               | 140           |
| к-во сидений в обычном вагоне         | 108              | 142             | 121           |
| к-во стоячих мест в обычном вагоне    | 145              | -               | 145           |